# クリストファー・ブロックルバンク＝ファウラー
クリストファー・ブロックルバンク＝ファウラー（英語: Christopher Brocklebank-Fowler、1934年1月13日 - 2020年5月29日）は、イギリスの政治家。保守党から社会民主党結成に唯一参加した国会議員として有名である。

## 経歴
1970年総選挙に保守党候補として出馬し、キングズリン選挙区から初当選を果たした。1974年2月総選挙ではサウス・ノーフォーク選挙区に転じて、1983年まで下院議員を務めた。1981年に、労働党の右派が中心となって結成した社会民主党の結成に参加する。しかし、1983年・1987年総選挙では落選する。1988年に自由民主党の結成に参画する。1992年総選挙ではサウス・ノーフォーク選挙区から出馬したが、2位で落選した。
1996年、労働党に入党する。中道右派から中道左派への転身は、社会民主党時代に同僚議員であったジョン・ホーラム（1970年に労働党から議員となったものの、1987年に社会民主党を離党し保守党に入党）とは好対照である。
2020年5月29日に死去。　86歳没。